# François Rebello
Pour les articles homonymes, voir Rebello.
François Rebello, né le 25 novembre 1970 à Montréal, est un économiste et un homme politique québécois, député à l'Assemblée nationale du Québec comme membre du Parti québécois (du 8 décembre 2008 au 9 janvier 2012) puis comme député indépendant, nouveau membre de la Coalition avenir Québec qui n'avait jusqu'alors pas encore participé à une élection. Il représente la circonscription de La Prairie depuis l'élection générale québécoise de 2008 et perd lors des élections de 2012 dans la nouvelle circonscription de Sanguinet contre l'élu, Alain Therrien, du Parti québécois.

## Biographie
François Rebello obtient de l'Université de Montréal, en 1994, un baccalauréat en sciences politiques, en 2001 avec majeure en sciences économiques et, en 2009, une maîtrise en sciences économiques.
Il s'établit une notoriété comme président, en 1993, de la Fédération des associations étudiantes du campus de l'Université de Montréal (FAECUM), puis de la Fédération étudiante universitaire du Québec (FEUQ), de 1994 à 1996, et comme président-fondateur du groupe Force Jeunesse, qui œuvre dans la défense de la cause des jeunes (de 1998 à 2000). Il est ensuite président et directeur-général de Groupe Investissement Responsable inc. (GIR) depuis sa fondation (de 2000 à 2007), chroniqueur mensuel à la revue Commerce (de 2007 à 2008), économiste et consultant en investissement responsable (de 2007 à 2009).

### Membre et député du Parti québécois
Membre du Parti québécois, il est vice-président politique du parti et, de 2005 à 2009, président de la Commission politique. Lors des élections générales de 2007, il est candidat pour ce parti dans La Prairie : il obtient alors  30,79 % des voix, mais l'adéquiste Monique Roy Verville l'emporte avec 33,79 % des voix. L'année suivante, aux nouvelles élections générales, il est de nouveau candidat et remporte le siège avec 44,83 % des voix, devant le candidat libéral et la députée sortante.

### Député passé à la CAQ
Le 9 janvier 2012, François Rebello annonce qu'il quitte le Parti québécois pour rejoindre la Coalition avenir Québec,, bien que depuis la création de la CAQ, l'automne précédent, il ait plusieurs fois, à demande, publiquement réaffirmé son allégeance envers le PQ.
Rebello affirme en arrivant à la CAQ, que celle-ci, en faisant le ménage et en renforçant l'économie du Québec fera avancer la cause souverainiste à long terme. Le mois suivant, Rebello proclame que Québec devrait (se joignant à Daniel Turp, avocat constitutionnaliste et ex-député souverainiste à Ottawa puis à Québec) poursuivre en justice le gouvernement Harper pour avoir retiré le Canada du protocole de Kyoto…
Lorsque Rebello déclare ensuite aux médias que la CAQ viserait une amélioration du transport en commun capable de permettre aux familles de ne plus avoir besoin d'une deuxième voiture, ses propos sont déformés par les animateurs des radios de Québec qui lui font plutôt dire que le CAQ limiterait le nombre de voitures par famille.
Un titre de la Presse fera dire à l'un de ses collègues qu'il invitait François Rebello à se taire alors que ce collègue n'avait jamais fait une telle affirmation. Le chef François Legault s'avère d'ailleurs indulgent envers son jeune ami l'économiste Rebello, en affirmant que ses propos avaient été déformés .
Lors des élections générales de 2012, il ne peut être candidat dans sa circonscription car elle a été redécoupée. Il est donc candidat pour son nouveau parti dans la nouvelle circonscription de Sanguinet. Il y est largement battu, n'obtenant que 32,38 % des suffrages derrière le péquiste Alain Therrien (40,68 %).

## Résultats électoraux
|                                                                                               | Nom                        | Parti              | Nombre de voix | %      | Maj.  |
| --------------------------------------------------------------------------------------------- | -------------------------- | ------------------ | -------------- | ------ | ----- |
|                                                                                               | Alain Therrien             | Parti québécois    | 12 384         | 40,7 % | 2 527 |
|                                                                                               | François Rebello (sortant) | Coalition avenir   | 9 857          | 32,4 % | -     |
|                                                                                               | Jocelyne Bates             | Libéral            | 6 072          | 19,9 % | -     |
|                                                                                               | Frédéric Nadeau            | Québec solidaire   | 1 056          | 3,5 %  | -     |
|                                                                                               | Keven Rousseau             | Option nationale   | 401            | 1,3 %  | -     |
|                                                                                               | Martin McNeil              | Sans désignation   | 315            | 1 %    | -     |
|                                                                                               | André Martel               | Conservateur       | 288            | 0,9 %  | -     |
|                                                                                               | Hélène Héroux              | Marxiste-léniniste | 67             | 0,2 %  | -     |
| Total                                                                                         | Total                      | Total              | 30 440         | 100 %  |       |
| Le taux de participation lors de l'élection était de 80,4 % et 482 bulletins ont été rejetés. |                            |                    |                |        |       |